# فرودگاه ایگل شام
فرودگاه ایگل شام (به انگلیسی: Eaglesham (South) Aerodrome) یک فرودگاه خصوصی است که یک باند فرود چمن دارد و طول باند آن ۸۰۵ متر است. این فرودگاه در کشور کانادا قرار دارد و در ارتفاع ۵۸۵ متری از سطح دریا واقع شده است.